# Karimeh Abbud
Karimeh Abbud em árabe: كريمة عبّود (Shefa-'Amr, 18 de novembro de 1893 - Nazaré, 1940) foi uma fotógrafa palestina profissional e artista, que viveu e trabalhou no Líbano e na Palestina na primeira metade do século XX. Conhecida como a "Dama Fotógrafa", foi a primeira fotógrafa profissional da Palestina e de todo o mundo árabe.

## Vida pessoal
Karimeh nasceu em Shefa-'Amr, hoje no distrito norte de Israel, onde sua família era conhecida e respeitada. Seu pai, As'ad Abbud, era o mantenedor da lei de Shefa-'Amr, mas pouco depois se converteu ao cristianismo, na Igreja Luterana. Em seguida, a família se mudou para Beit Jala (1899-1905), onde As'ad se tornou pastor e em seguida se mudaram para Belém, onde tornou-se pároco da igreja. Karimeh cresceu em todas essas cidades enquanto estudava no Colégio Schmidt para Meninas, em Jerusalém.

## O começo na fotografia
As constantes viagens do pai maravilhavam a jovem Karimeh, mas foi em seu aniversário de 17 anos, quando recebeu de presente do pai uma câmera fotográfica, que sua certeza se estabeleceu, em 1913. Suas primeiras fotos eram da família, amigos e paisagens de Belém, Haifa e Jerusalém. Sua primeira foto com data é de outubro de 1919. Assim ela também começou a ganhar dinheiro, tirando fotos de crianças e mulheres em casamentos e cerimonias religiosas.

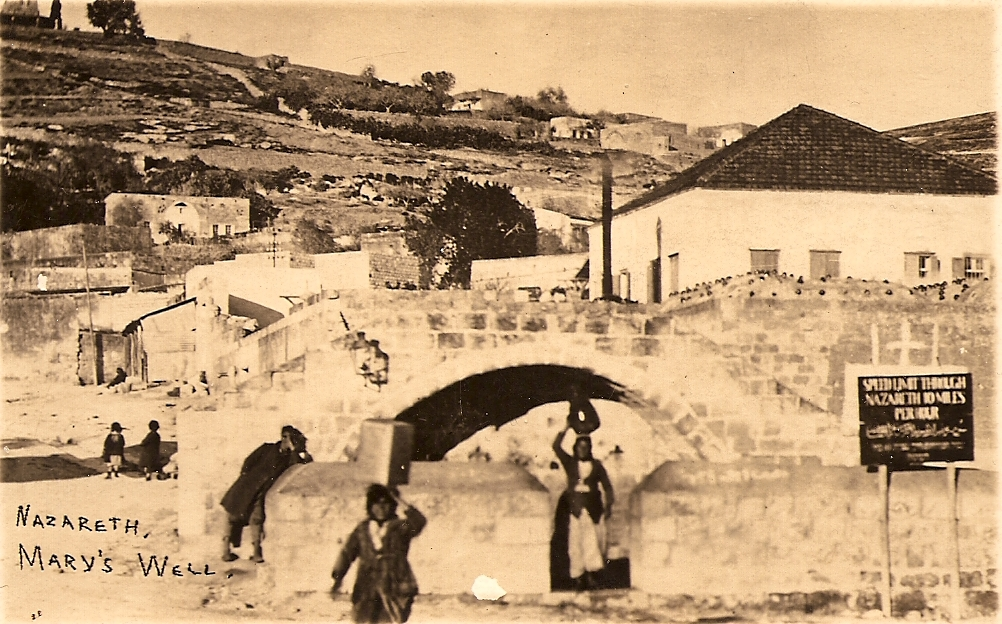
Cartão postal, por Karimeh Abbud

Karimeh formou-se em Literatura Árabe pela Universidade Americana de Beirute, no Líbano. Suas primas Shafiqah e Mateel Abbud também estudaram na mesma universidade. Em 1926, Mateel se tornaria uma das primeiras professoras palestinas em uma escola pública de Nazaré. Nesta época, ela viajou para Baalbek, onde fotografou sítios arqueológicos importantes. Montou seu estúdio em casa, com o dinheiro que recebia por seu trabalho em casamentos e festas. Fez vários álbuns com fotos de espaços públicos, prédios e vida cotidiana em Haifa, Nazaré, Belém e Tiberíades.

## Trabalho profissional
Em 1930, Karimeh já trabalhava como fotógrafa profissional, ganhando notoriedade em Nazaré. Sua família era conhecida e respeitada, tendo seu avô sido um farmacêutico de renome, responsável pelo setor de farmácia do Hospital Inglês de Nazaré. Quando o fotógrafo local, Fadil Saba, mudou-se para Haifa, foi o estúdio de Karimeh que assumiu boa parte do trabalho com retratos oficiais, festas, casamentos e cerimonias religiosas. Pouco depois, ela começou a oferecer cópias pintadas à mão de suas fotografias, sem assinadas como "Karimeh Abbud - Dama Fotógrafa - كريمة عبود: مصورة شمس".

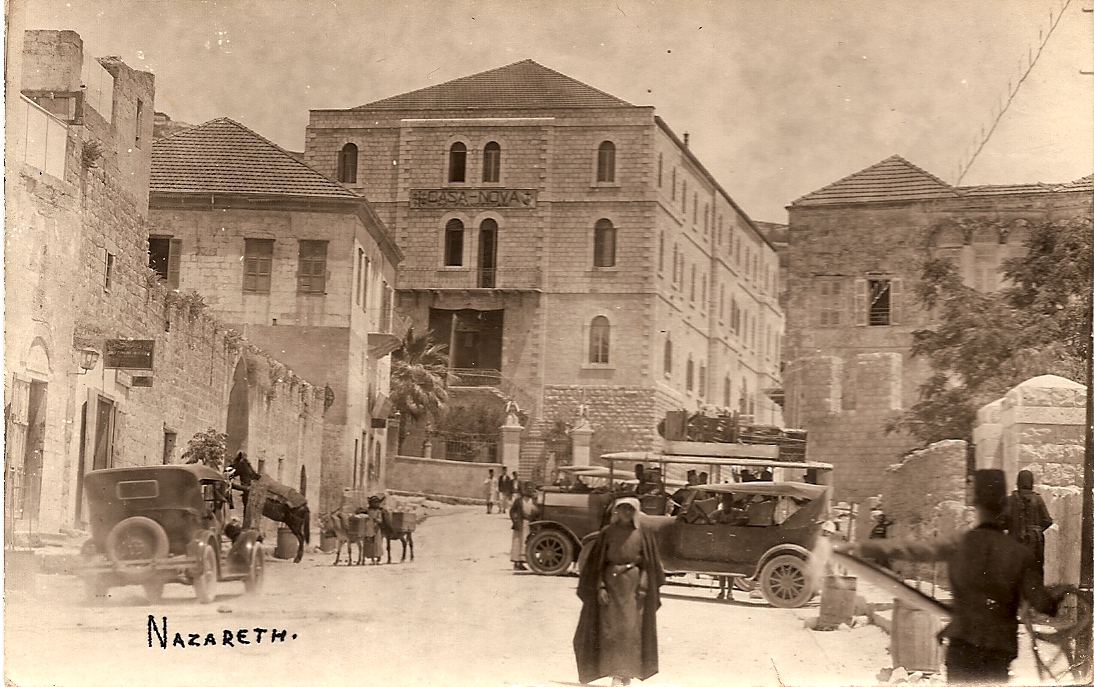
Rua em Nazaré, por Karimeh Abbud

Karimeh mudou-se de Nazaré depois da morte da mãe, em 1940. Foi Jerusalém e depois para Belém, onde continuou seu trabalho. Em 1941, em uma carta para suas primas, Karimeh disse que tinha desejo de voltar para Nazaré e de criar um livro com registros de seus trabalhos. Pouco se sabe sobre sua vida antes e depois da Guerra árabe-israelense de 1948. Sabe-se que seu pai morreu em 1949 em sua cidade natal, em Khiam, no sul do Líbano. Karimeh, eventualmente, retornaria a Nazaré depois dessa data.

## Morte e legado
Karimeh Abbud faleceu em 1940, em Nazaré.
Cópias originais de seu portfólio foram agrupadas e guardadas por Ahmed Mrowat, diretor do projeto de Arquivos de Nazaré. Por quase 50 anos, os trabalhos de Karimeh ficaram perdidos, mas em 2006, Boki Boazz, colecionador de antiguidades de Israle, encontrou 400 cópias originais em Qatamon, Jerusalém, abandonadas pelos antigos dono na ocupação de Israel, em 1948. Hoje, grande parte de seus trabalhos, encontra-se em coleções particulares no Oriente Médio.

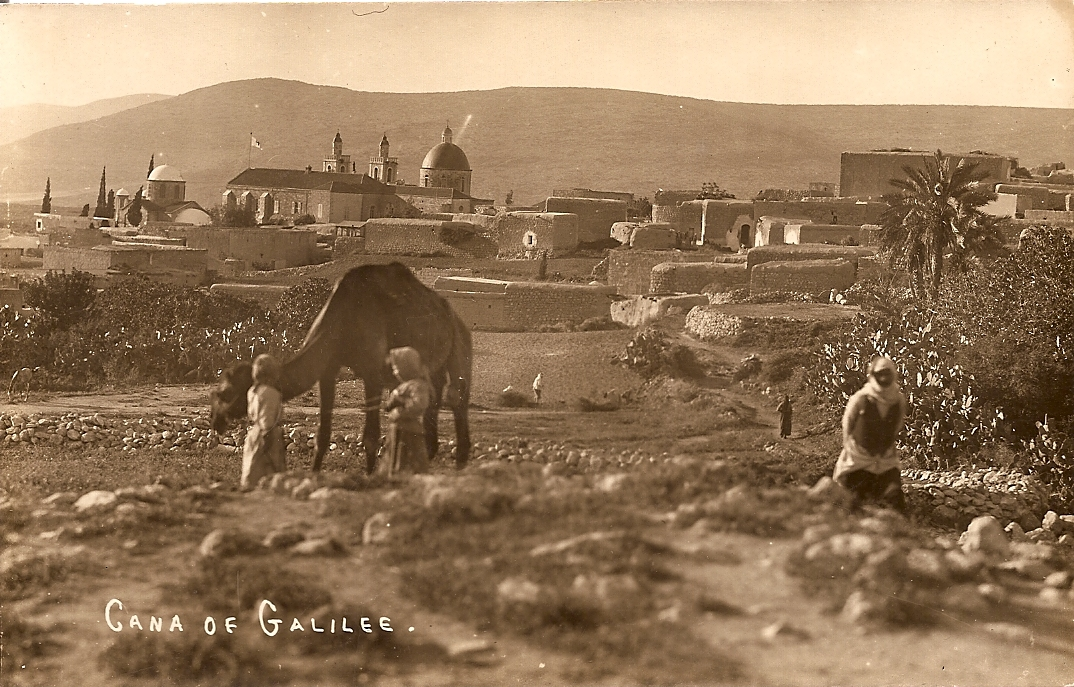
Cartão postal de Kafr Kanna, na Galileia, por Karimeh Abbud